# Alexej Fried
Alexej Fried (13. října 1922 Brno – 19. června 2011 Praha) byl český hudební skladatel a dirigent.

## Život
Po absolvování reálného gymnázia v Brně studoval na brněnské konzervatoři klavír. Již na gymnáziu založil studentský orchestr Alex’ Boys, který řídil a hrál v něm na trubku. V letech 1942–1944 hrál v různých tanečních orchestrech. V roce 1944 byl nacisty jako tzv. židovský míšenec uvězněn a zbytek války strávil v pracovním táboře pro židovské míšence a manžele židovek v Postoloprtech u Loun.
Po roce 1945 pokračoval na brněnské konzervatoři studiem skladby u Theodora Schäfera. V roce 1947 vstoupil na Pražskou konzervatoř. Studoval skladbu u Pavla Bořkovce a později na Akademii múzických umění v Praze u Emila Hlobila.
Ihned po skončení války založil a řídil v Brně zábavní orchestr. V době svých pražských studií řídil Lidový soubor pražské konzervatoře (1949–50), Orchestr Jaroslava Ježka (1950–51) a Velký estrádní soubor Právnické fakulty Karlovy univerzity. V roce 1953 se toto těleso pod názvem Velký taneční orchestr Alexeje Frieda stalo součástí Československého rozhlasu. Alexej Fried pak působil v rozhlase jako hudební redaktor.
Od roku 1955 zastával různé vedoucí funkce. Byl tvůrčím tajemníkem Svazu československých skladatelů, uměleckým ředitelem Mezinárodního jazzového festivalu v Praze a v letech 1964–1967 byl uměleckým ředitelem Armádního uměleckého souboru.
Ve svém skladatelském díle se Alexej Fried kromě komponování populárních skladeb snažil o syntézu jazzové a vážné hudby. Tento skladatelský směr se označuje jako třetí proud. Jeho skladby byly uváděny jak symfonickými orchestry, tak špičkovými jazzovými a tanečními orchestry. Z našich orchestrů to byly zejména orchestry Karla Vlacha a Gustava Broma.
Četné Friedovy skladby byly hrány v zahraničí na jazzových festivalech a na koncertech v USA, Německu, Švýcarsku, Španělsku a dalších evropských zemích, nahrávány na gramofonové desky, vydávány tiskem. V roce 2002 udělil Český rozhlas Brno Alexeji Friedovi Cenu Gustava Broma za mimořádný vklad k vývoji a úrovni českého jazzu.

## Dílo

### Muzikály
- Ďábel prošel městem (původně rozhlasová komedie Legenda o ďáblu, 1960);
- Slavnost v Harlemu (1971);
- Divoká řeka (1966);
- Karneval v San Catarině (1974).

### Orchestrální skladby
- Akt pro trubku, flétnu a big band (1968);
- Jazzový koncert pro klarinet a big band (1970);
- Jazzové baletní etudy pro klarinet (střídá sopránsaxofon a altsaxofon) a big band (1970);
- Souvenir pro big band (1970);
- Sidonia pro trubku a big band (1971);
- Trojkoncert pro flétnu, klarinet, lesní roh a orchestr (1971);
- Moravská svatba, jazzová symfonietta (1972);
- Slunovrat, koncert pro dva big bandy (1973);
- Dialog pro dva altsaxofony a big band (1974);
- Koncertino pro klarinet a big band (1974);
- Koncert pro symfonický orchestr (1974);
- Parafráze na motivy Blue Skies pro sopránsaxofon nebo flétnu a big band (1975);
- Koncert pro big band (1976);
- Koncert č. 2 pro klarinet a symfonický orchestr (1976);
- Polyfon pro big band (1978);
- Hry pro sólo bicí, tenorsaxofon a big band (1980);
- Panem et circenses (Chléb a hry), hudební obraz pro flétnu, sopránsaxofon, lesní roh a symfonický orchestr (1982);
- Pohlednice z Moravy pro barytonsaxofon a big band (1985);
- Salut pro sopránsaxofon (střídá se s flétnou) a big band (1987);
- Siluety pro sopránsaxofon a big band (1987).

### Komorní skladby
- Trojkoncert pro flétnu, klarinet, lesní roh a orchestr (1971);
- Sonatina drammatica pro housle a klavír (1975);
- Moravské trio pro flétnu, marimbu a harfu (1978);
- Gotický (Freiburský) koncert pro komorní orchestr s klavírem (1977, revidovaná verze 1982);
- Koncert pro lesní roh a komorní orchestr s klavírem (1977);
- Quintetto per flauto, violino, viola, violoncello e pianoforte „Ze života hmyzu“ (1979);
- Trojkoncertino pro hoboj, klarinet, fagot, dva hráče bicích nástrojů a smyčce (1981);
- Guernica, kvintet pro sopránsaxofon a smyčcové kvarteto (1981);
- Concertino per flauto,chittara, quartetto d'archi ed 2 percossa (1982);
- Tympanon, trio pro housle, sopránsaxofon a klavír (1982);
- Sextet (původně Kvintet pro Barok jazz kvintet) pro flétnu, klarinet (sopránsaxofon), basklarinet, klavír, kontrabas a bicí nástroje (1984);
- Kasace pro komorní orchestr (1985);
- Koncertino pro sopránsaxofon, klavír, syntetizér, baskytaru a bicí nástroje (1987);
- Smyčcové okteto se sólovou flétnou a s doprovodem syntezátoru, baskytary a bicích nástrojů (1987);
- Sonáta pro saxofonové kvarteto (1987);
- Hrátky pro čtyři saxofony, baskytaru nebo kontrabas a bicí nástroje (1990).

Dále komponoval hudbu pro film, scénickou hudbu, ale i hudbu ke spartakiádním cvičením, estrádní skladby a populární písně.